# Miss Mundo 1970
Miss Mundo 1970 fue la 20.ª edición anual de Miss Mundo cuya final se celebró en el Royal Albert Hall de Londres, el 20 de noviembre de 1970, transmitido por la BBC. 58 candidatas compitieron por la corona, cuya ganadora fue Jennifer Hosten de Granada, siendo todo un hito para esa nación, ya que debutó en este certamen y ganó, Hosten fue coronada por Miss Mundo 1969, Eva Rueber-Staier de Austria.

## Resultados
| Resultados Finales      | Finalistas |
| ----------------------- | --- |
| Miss Mundo 1970         | - Granada - Jennifer Hosten |
| 1.ª finalista           | - África del Sur - Pearl Jansen |
| 2.ª finalista           | - Israel - Irith Lavi |
| 3.ª finalista           | - Suecia - Marjorie Christel Johansson |
| 4.ª finalista           | - Sudáfrica - Jillian Jessup |
| Top 7                   | - Brasil - Sônia Yara Guerra - Reino Unido - Yvonne Anne Ormes |
| Semifinalistas (Top 15) | - Australia - Valli Kemp - Ceilán - Yolanda Shahzadi Ahlip - Ecuador - Sofía Monteverde Nimbriotis † - Estados Unidos - Sandra Anne Wolsfeld - Filipinas - Minerva Manalo Cagatao - Guyana - Jennifer Diana Evan Wong - India - Heather Corinne Faville - Yugoslavia - Teresa Djelmis |

## Candidatas
58 candidatas participaron en el certamen.
| - África del Sur - Pearl Gladys Jansen - Alemania - Dagmar Eva Ruthenberg - Argentina - Patricia María Charré Salazar - Australia - Valli Kemp - Austria - Rosemarie Resch - Bahamas - June Justina Brown - Bélgica - Francine Martin - Brasil - Sonia Yara Guerra - Canadá - Norma Joyce Hickey - Ceilán - Yolanda Shahzali Ahlip - Chipre - Louiza Anastadiades - Colombia - Carmelina Bayona Vera - Corea - Lee Jung-Hee - Dinamarca - Winnie Hollman - Ecuador - Sofía Virginia Monteverde Nimbriotis † - España - Josefina Román Gutiérrez - Estados Unidos - Sandra Anne Wolsfeld - Filipinas - Minerva Manalo Cagatao - Finlandia - Hannele Hamara - Francia - Micheline Beaurain - Gambia - Margaret Davies - Gibraltar - Carmen Gómez - Granada - Jennifer Josephine Hosten - Grecia - Julie Vardi - Guyana - Jennifer Diana Evan Wong - Holanda - Patricia Hollman - Hong Kong - Ann Lay - India - Heather Corinne Faville - Irlanda - Mary Elizabeth McKinley | - Islandia - Anna Hansdóttir - Israel - Irith Lavi - Italia - Marika de Poi - Jamaica - Elizabeth Ann Lindo - Japón - Hisayo Nakamura - Líbano - Georgina Rizk - Liberia - Mainusa Wiles - Luxemburgo - Rita Massard - Malasia - Mary Ann Wong - Malta - Tessa Marthese Galea - Mauricio - Florencia Muller - México - Libia Zulema López Montemayor † - Nicaragua - Evangelina Lacayo - Nigeria - Stella Owivri - Noruega - Aud Fosse - Nueva Zelanda - Glenys Elizabeth Treweek - Portugal - Ana Maria Diozo Lucas - Puerto Rico - Alma Doris Pérez - Reino Unido - Yvonne Anne Ormes - República Dominicana - Fátima Shecker - Seychelles - Nicole Barallon - Sudáfrica - Jillian Elizabeth Jessup - Suecia - Marjorie Christel Johansson - Suiza - Sylvia Christina Weisser - Tailandia - Tuanjai Amnakamart - Túnez - Kaltoum Khouildi - Turquía - Afet Tugbay - Venezuela - Tomasa Nina (Tomasita) de las Casas Mata - Yugoslavia - Teresa Djelmis |

## Sobre los países en Miss Mundo 1970

### Debut
- África del Sur
- Granada
- Mauricio

### Retiros
- Checoslovaquia
- Chile
- Costa Rica
- Paraguay

### Regresos
- Compitieron por última vez en 1959:
  -  Hong Kong
  -  Puerto Rico
- Compitió por última vez en 1964:
  -  España
- Compitió por última vez en 1966:
  -  Malasia
- Compitió por última vez en 1967:
  -  Portugal
- Compitieron por última vez en 1968:
  -  Ceilán
  -  Italia
  -  Suiza
  -  Tailandia

### Crossovers
Miss Universo
| - 1970: Bélgica - Francine Martin - 1970: Canadá - Norma Joyce Hickey - 1970: Ceilán - Yolanda Shahzali Ahlip - 1970: Dinamarca - Winnie Hollman - 1970: México - Libia Zulema López Montemayor | - 1970: Nueva Zelanda - Glenys Elizabeth Treweek - 1970: Portugal - Ana Maria Diozo Lucas - 1970: Reino Unido - Yvonne Anne Ormes - 1971: España - Josefina Román Gutiérrez (Top 12) - 1971: Líbano - Georgina Rizk (Ganadora) |

Miss Internacional
- 1971:  Canadá - Norma Joyce Hickey (Semifinalista)
- 1971:  República Dominicana - Fátima Shecker

## Controversias
La polémica desatada se debió a que en ese año la organización Miss Mundo admitió a dos representantes de Sudáfrica, una de raza blanca (South Africa) y la otra de raza negra (Africa South), debido al apartheid que regía en dicho país en ese entonces. Además, en la noche del concurso, una bomba explotó debajo de una camioneta de difusión fuera de la estación televisiva BBC en un intento fallido por la Brigada Iracunda para evitar que el certamen fuese televisado.
Durante el evento hubo protestas por parte de activistas del "Movimiento Feminista" que estaban entre el público, compuesto por alrededor de 50 mujeres y algunos hombres que llevaban pancartas; protestaron dentro del recinto y lanzaron bombas de humo, bombas fétidas, bombas de tinta y folletos hacia el escenario. El comediante y animador de la noche, Bob Hope, también fue abucheado durante la realización del evento, solo le tomó unos minutos a la policía para restablecer el orden y la calma dentro del establecimiento.
A todo esto se sumó otra polémica que ocurrió cuando se publicaron los resultados finales, Jennifer Hosten de Granada se convirtió en la primera concursante de raza negra en lograr el título de Miss Mundo, y la primera finalista fue Pearl Jansen de África del Sur, también de raza negra; posteriormente la BBC y los periódicos ingleses recibieron numerosas denuncias por el resultado final del evento, argumentando acusaciones de racismo. De los 9 miembros del jurado de aquel certamen, cuatro de ellos le dieron el voto a la representante de Suecia, la señorita Marjorie Johansson, mientras que Jennifer Hosten de Granada solamente recibió dos votos, a pesar de eso la representante sueca terminó siendo la tercera finalista. Cabe señalar que el primer ministro de Granada de ese entonces, posteriormente derrocado, el señor Eric Gairy formó parte del panel de jurados de ese certamen y se le acusó de manipular los resultados del concurso y de haber inducido a los otros jueces para votar por Hosten. Después de finalizado el certamen, el público presente se reunió en la calle Royal Albert Hall para protestar por el descontento de los resultados, apoyando en todo momento a Miss Suecia, que era la candidata favorita de la gran mayoría, quien merecía ser la ganadora según el público. Cuatro días después, la entonces presidenta de Miss Mundo, Julia Morley (esposa de Eric Morley, dueño de la franquicia de Miss Mundo), renunció tras la presión de los medios. Años después, Johansson admitió que el concurso estaba arreglado y le hicieron falsas esperanzas de ganar la corona.